# Himmelbjerget

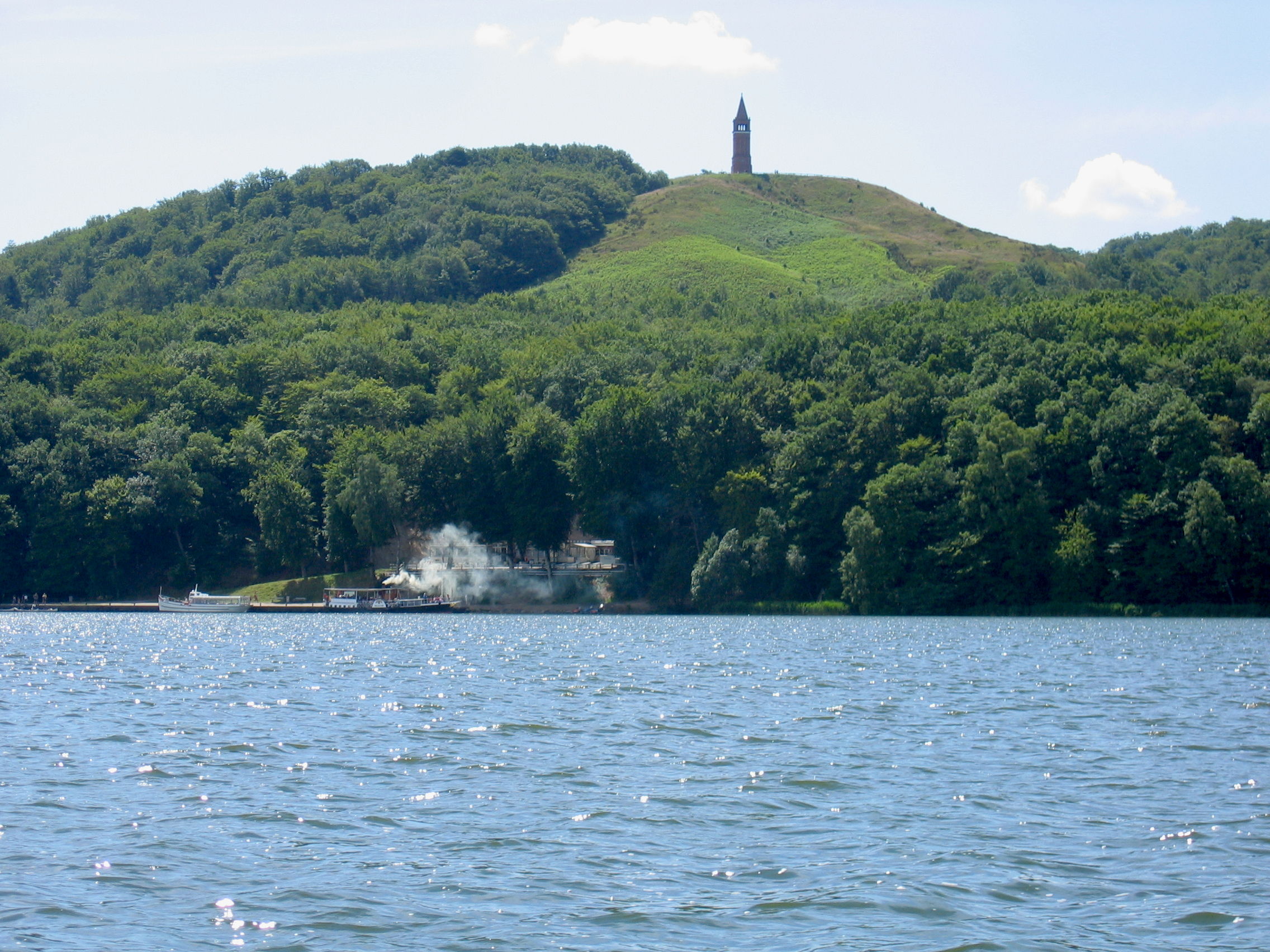
Himmelbjerget

Himmelbjerget (duń. himmel − niebo, bjerg − góra) – morenowe wzniesienie w centralnej części Półwyspu Jutlandzkiego, niedaleko miasta Silkeborg, wysokie na 147 m n.p.m. Jest jednym z najwyższych punktów Danii. U stóp wzgórza znajduje się jezioro Julsø, przez które przepływa najdłuższa duńska rzeka, Gudenå. Na szczycie wzgórza znajduje się wieża wysokości 25 metrów, zbudowana w podzięce duńskiemu królowi Fryderykowi VII.
Nazwę Himmelbjerget często stosuje się do całej okolicy.